# Riccardo Pacifici
Riccardo Reuven Pacifici (Florencia, 18 de febrero de 1904-Auschwitz, 12 de diciembre de 1943) fue un rabino italiano, víctima del Holocausto.

## Biografía

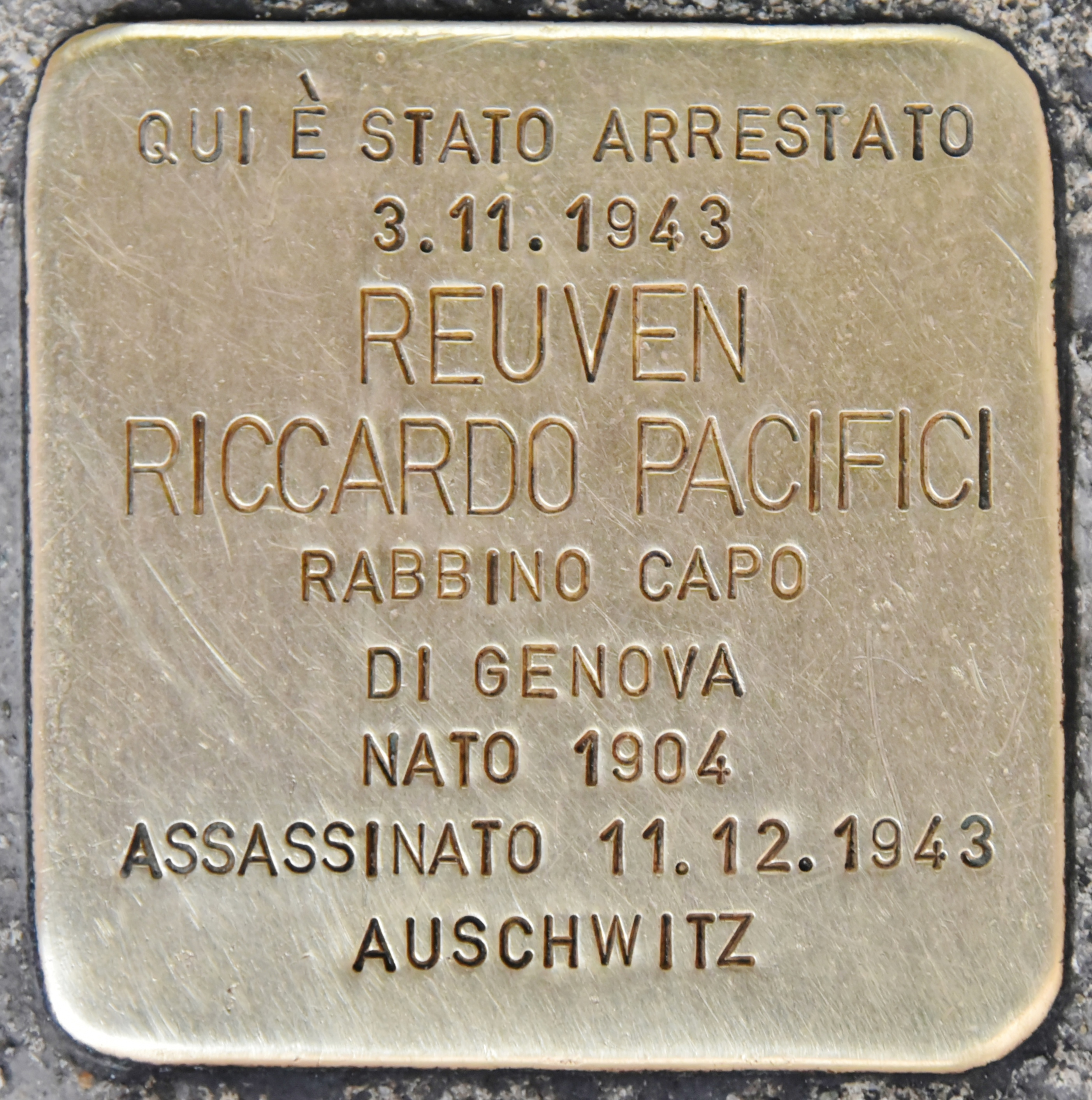
Stolpersteine para Reuven Riccardo Pacifici, Génova

Hijo de Mario Mordechai Pacifici y Gilda Borghi, descendiente de una antigua familia sefardí de origen español y de tradición rabínica establecida en Toscana, primero en Livorno y luego en Florencia, desde el siglo XVI. Después de completar el Liceo Classico se matriculó en la Universidad de Florencia donde en 1926 se graduó summa cum laude (’con los más altos honores’) en literatura clásica. En 1927 fue galardonado en el Colegio Rabínico de Florencia —donde estudió con importantes eruditos como Elia Samuele Artom, Umberto Cassuto y Shemuel Zvi Margulies— donde obtuvo el título de Chachàm ha shalèm (Gran Rabino).
Pacifici sirvió como rabino asistente en Venecia de 1928 a 1930. Poco después del nacimiento de su hijo Emanuele, los Pacifici se mudaron a Rodas, donde el Rabino Pacifici se convirtió en Gran Rabino de Rodas y fue director del Colegio Rabínico de Rodas hasta 1935, Gran Rabino de la Comunidad Judía de Génova y director de la Yeshivá desde 1935 hasta que fue deportado por los nazis en 1943. Incluso durante los difíciles años de guerra, Pacifici nunca detuvo su actividad espiritual y de enseñanza. Continuó sus deberes rabínicos entre 1942 y 1943 con los refugiados judíos del campo de internamiento Ferramonti di Tarsia (Cosenza), en la región de Calabria
No dispuesto a abandonar su comunidad de Génova, de la que era cabeza espiritual, fue capturado con engaños por los nazis y deportado a Auschwitz donde fue asesinado con su esposa Wanda Abenaim y muchos otros miembros de la familia Pacifici.
Desde 1966 una plaza en el corazón de Génova lo recuerda: "Largo Riccardo Pacifici". En mayo de 2008, la propuesta de Gianni Alemanno, alcalde de la ciudad de Roma, de nombrar una calle de la capital en honor al difunto diputado Giorgio Almirante, exsecretario político del Movimiento Social Italiano-Derecha Nacional, fue impugnada debido a algunos argumentos racistas y antijudíos de los que el propio Almirante había sido autor a partir de la introducción en Italia de las llamadas "Leyes raciales fascistas" y durante la Segunda Guerra Mundial. Para eliminar definitivamente cualquier secuela polémica, Riccardo Pacifici, entonces presidente de la Comunidad Judía de Roma, además de sobrino del Gran Rabino Pacifici y su tocayo, propuso entonces a Donna Assunta Almirante, viuda de Giorgio Almirante, como gesto de buena voluntad y reconciliación definitiva, para dedicar este camino no a su esposo, sino al Gran Rabino Riccardo Reuven Pacifici.
El 29 de enero de 2012, un Stolperstein fue colocado en su memoria, frente a la Galleria Mazzini, junto al Teatro Carlo Felice, en Génova, en el sitio donde Pacifici fue arrestado por los ocupantes alemanes el 3 de noviembre de 1943.
Con su esposa Wanda Abenaim, Riccardo Pacifici tuvo tres hijos, Emanuele (15 de junio de 1931 - abril de 2014), Raffaele Efraim (nacido en 1938) y Miriam Ruhama (22 de febrero de 1933 - 4 de marzo de 1937) que falleció prematuramente. Sus hijos Emanuele y Raffaele, fueron escondidos en la Congregazione delle suore di Santa Marta en Settignano (Florencia), donde pudieron sobrevivir a la ocupación nazi y la Shoah. Emanuele Pacifici se convirtió en un historiador de renombre, y su hijo Riccardo (nieto homónimo del rabino), fue presidente de la Comunidad Judía de Roma de 2008 a 2015.
En 1994, Yad Vashem reconoció al matrimonio Sergiani y a tres madres del monasterio en la región de Florencia, que ayudaron a ocultar a los hijos del Rabino Pacifici y a otros judíos de la garra nazi en Italia, como Justos entre las Naciones.

## Obras
- Las inscripciones del antiguo cementerio judío de Venecia, Tipografía de Enrico Ariani, Florencia, 1935;
- El nuevo Templo de Génova con ilustraciones e información histórica sobre la Comunidad en los siglos XVII-XVIII, Tipografia Marsano, Génova, 1939;
- Hechos y personajes bíblicos a la luz del pensamiento judío tradicional. Antología de midrashim seleccionada y traducida por Riccardo Pacifici, Grafotecnica, Génova, 1943;
- Discorsi sulla Torà, Roma, 5728-1968, editado por Emanuele Pacifici (disponible en forma de libro electrónico gratuito en el sitio torah.it);
- Hechos y personajes bíblicos en la interpretación judía tradicional, Marietti, Génova, 1986, editado por Emanuele Pacifici